# خوسيه لويس روبييرا
خوسيه لويس روبييرا (بالإسبانية: José Luis Rubiera)‏ ولد بتاريخ 27 يناير 1973 في خيخون، هو دراج إسباني سابق في صنف سباق الدراجات على الطريق.

## سجل النتائج

### سباقات أو مراحل فاز بها
- طواف إيطاليا

### المراكز
- حقق المركز الـ 6 في طواف إسبانيا 1999
- حقق المركز الـ 8 في طواف إيطاليا 2000
- حقق المركز الـ 7 في طواف إسبانيا 2001
- حقق المركز الـ 10 في طواف كاليفورنيا 2009

## روابط خارجية
- خوسيه لويس روبييرا على موقع الاتحاد الدولي للدراجات (الإنجليزية)
- خوسيه لويس روبييرا على موقع أرشيف الدراجات (الإنجليزية)
- خوسيه لويس روبييرا على موقع إحصائيات الدراجات الإحترافية (الإنجليزية)
- خوسيه لويس روبييرا على موقع نسبة الدراجات (الإنجليزية)
- خوسيه لويس روبييرا على موقع CycleBase (الإنجليزية)